# Gastrochilus intermedius
Gastrochilus intermedius es una especie de orquídea que se encuentra en Asia.

## Descripción
Es una planta pequeña de tamaño, que prefiere el clima cálido, de hábitos epifitas que crece ligeramente aplanadas, con tallos delgados, ramificados que llevan hojas dísticas, estrechamente lanceoladas, acuminadas. Florece en el verano y el otoño en una corta inflorescencia de 1 cm de largo, a menudo con 2 a 3 flores con brácteas florales ovadas, agudas.

## Distribución y hábitat
Se encuentra en el sureste de la provincia de Sichuan de China, Assam, Tailandia y Vietnam en los bosques en los troncos de los árboles a una altura de unos 1500 metros. 

## Taxonomía
Gastrochilus intermedius fue descrita por (Griff. ex Lindl.) Kuntze y publicado en Revisio Generum Plantarum 2: 661. 1891.
Etimología
Gastrochilus, (abreviado Gchls.): nombre genérico que deriva de la latinización de dos palabras griegas: γαστήρ, γαστρός (Gast, gasterópodos), que significa "matriz" y χειλος (Kheili), que significa "labio", refiriéndose a la forma globosa del labio.
intermedius: epíteto latino que significa "intermedia".
sinonimia
- Saccolabium intermedium Griff. ex Lindl. (basónimo)
- Saccolabium calceolare Paxton[4][5]